# Кіківере
Кі́ківере (ест. Kikivere küla) — село в Естонії, у волості Тарту повіту Тартумаа.

## Населення
Чисельність населення на 31 грудня 2011 року становила 25 осіб.